# 홈플러그
홈플러그(HomePlug)는 "HomePlug"라는 명칭에 따른 다양한 전력선 통신 사양의 제품군 이름으로, 각각 고유한 기능과 다른 홈플러그 사양과의 호환성을 갖추고 있다.
일부 홈플러그 사양은 광대역 애플리케이션을 대상으로 한다. 예를 들어 낮은 데이터 속도의 IPTV, 게임 및 인터넷 콘텐츠를 가정 내 배포하는 반면, 다른 일부는 스마트 전력계 및 전기 시스템과 기기 간 가정 내 통신과 같은 애플리케이션을 위한 저전력, 낮은 처리량 및 확장된 작동 온도에 중점을 둔다. 모든 홈플러그 사양은 홈플러그 상표도 소유하고 있는 홈플러그 파워라인 얼라이언스에 의해 개발되었다.
2016년 10월 18일, 홈플러그 얼라이언스는 모든 사양이 공개 도메인에 포함될 것이며 다른 조직이 기존 기술 배포와 관련된 향후 활동을 수행할 것이라고 발표했다. 홈플러그 커뮤니티 내에서 추가 기술 개발에 대한 발표에는 언급이 없었다.

## 같이 보기
- 이더넷 전원 장치
- IEEE 1901